# Pi2 Cygni
Pour les articles homonymes, voir Pi Cygni.
Désignations
Pi2 Cygni (π2 Cyg, π2 Cygni) est une étoile triple de 4e magnitude de la constellation du Cygne, située à environ 1 100 années-lumière de la Terre.

## Nom
En chinois, 螣蛇 (Téng Shé), signifiant Serpent volant, fait référence à un astérisme constitué de π2 Cygni, α Lacertae, 4 Lacertae, π1 Cygni, HD 206267, ε Cephei, β Lacertae, σ Cassiopeiae, ρ Cassiopeiae, τ Cassiopeiae, AR Cassiopeiae, 9 Lacertae, 3 Andromedae, 7 Andromedae, 8 Andromedae, λ Andromedae, κ Andromedae, ψ Andromedae et de ι Andromedae. Par conséquent, π2 Cygni elle-même est appelée 螣蛇三 (Téng Shé sān, la troisième étoile du Serpent volant).

## Caractéristiques
Le système de Pi2 Cygni est d'abord formé par une première binaire spectroscopique, Pi2 Cygni A, dont les deux étoiles complètent une orbite selon une période de 72 jours et avec une excentricité modérée de 0,34. Sa composante visible est une étoile géante bleue de type spectral B3III et d'une magnitude apparente de +4,23. Sa luminosité stellaire vaut environ 2 200 fois celle du Soleil[réf. nécessaire].
La troisième composante du système, désignée Pi2 Cygni B, est une étoile de magnitude 5,98, localisée à une distance angulaire de 0,9 seconde d'arc de Pi2 Cygni A.